# Lis (clan et blason)
Pour les articles homonymes, voir Lis.
Lis (Vulpis) est le nom de l'un des plus anciens clans armoriaux de la noblesse polonaise.
D'autres appellation de ce clan sont : Lisy, Lisowie, Bzura, Mzura, Murza, Strempacz, Orzi-Orzi.

## Armorial
- De gueules à la flèche d'argent coupée en deux endroits
- Au renard naissant de gueules.
- Lambrequins de gueules et d'argent.

## Légende du clan
En 1058, le roi polonais Kazimierz Ier le Restaurateur (Kazimierz Odnowiciel) pourchassait les païens lituaniens et yatvingiens qui avaient mis la Pologne à sac. Le Roi arriva à Sochaczew (non loin de Varsovie). Il envoya un valeureux chevalier du clan Lis en éclaireur. Lorsque ce chevalier eut traversé une rivière, il se heurta à une puissante unité ennemie. Ne pouvant les affronter seul, il s'empressa de décocher haut dans le ciel une flèche enflammée pour appeler des renforts. Ceux-ci ne tardèrent pas, et les ennemis furent défaits. Pour exprimer sa gratitude, Casimir le Restaurateur accorda au valeureux chevalier un nouveau blason composé d'une flèche. Son signe précédent, le renard (lis en polonais) fut dès lors placé comme ornement.

## Membres notables du clan
- Pełka Lis (1235 -1258), archevêque de Gniezno
- Marian Kazimierz Jarnicki
- Krystyn z Kozichgłów (pl)
- Jaksa de Targowisko
- Mikołaj de Kozłów (pl)
- Stanisław Chomętowski (1673 - 1728), hetman de la Couronne
- Ferdynand Ruszczyc (1870 -1936), peintre polonais
- Ferdynand Antoni Ossendowski (1876 - 1945), explorateur écrivain, géologue et militant politique polonais
- Famille Sapieha :
  - Semen Sopiha fondateur de la dynastie Sapieha
  - Paweł Sapieha (? - 1580), castellan de Kiev
  - Lew Sapieha (1557–1633), grand chancelier de Lituanie, voïvode de Vilnius, grand hetman de Lituanie
  - Paweł Jan Sapieha (1609 - 1665) voïvode de Vitebsk, grand hetman de Lituanie
  - Aleksander Kazimierz Sapieha (1624-1671), évêque de Samogitie et de Vilnius
  - Kazimierz Jan Sapieha (1637 - 1720), grand hetman de Lituanie
  - Aleksander Paweł Sapieha (1672 - 1734), grand maréchal de Lituanie, soutient de Stanislas Leszczyński
  - Jan Kazimierz Sapieha (1673 - 1730), grand hetman de Lituanie, maréchal de la Diète de Grodno
  - Katarzyna Agnieszka Sapieha (1718-1779), maître de chasse de Lituanie, participante de la Confédération de Bar
  - Aleksander Michał Sapieha (1730 - 1793), voïvode de Polock, hetman de Lituanie, grand chancelier de Lituanie, maréchal de la Confédération de Targowica.
  - Kazimierz Nestor Sapieha (1757 - 1798), promoteur de la Constitution du 3 mai, participant de l'Insurrection de Kościuszko
  - Franciszek Sapieha (1772-1829), général d'artillerie, participant de l'Insurrection de Kościuszko
  - Eustachy Kajetan Sapieha (1797-1860), participant de l'insurrection de novembre 1830, exilé en France, lié avec le mouvement de l’émigration polonaise de l'Hôtel Lambert.
  - Mikołaj Sapieha (1779-1843), franc-maçon, participe aux guerres napoléoniennes.
  - Paweł Sapieha (1781-1855), général de brigade du Premier Empire.
  - Adam Stefan Sapieha (1867 -1951), cardinal, évêque de Cracovie, sénateur, résistant
  - Eustachy Sapieha (1881-1963), ministre des Affaires étrangères de Pologne.
- Walenty Wańkowicz (1799-1842), peintre
- Szymon Rudnicki (en), Évêque de Warmie
- Melchior Wańkowicz (en)
- Henryk Samsonowicz (en)

## Familles composant le clan
Lis I
- A

Abrek
- B

Bachcicki, Bartłomiejewicz, Bechcicki, Bechczycki, Beglewski, Beglowski, Benet, Bianki, Biegłowski, Biskupski, Bolesraszycki, Bolestraszycki, Borowski, Bucela, Bucell, Buchczycki, Buczel, Bukcicki, Bukczycki, Bzura, Bzurski
- C

Chomętowski, Chomiński, Chrapkowski, Chrzelowski, Cieszowski, Czarnecki, Czarnocki, Czarnowski, Czyż, Czyżogórski
- D

Długokęcki, Doraszkiewicz, Doroszek, Doroszkiewicz, Doroszko, Doroszkowski, Drobisz
- E

Elzbut
- F

Filipowicz, Foland, Fulko, Fułko
- G

Gatardowicz, Gawecki, Gawęcki, Gawianowski, Gertut, Giebułtowski, Gieniusz, Glikowski, Gliński, Gniewecki, Gniewięcki, Gołuchowski, Gomuński, Gordziejowicz, Gotardowicz, Gotartowski, Gottart, Goworski, Grajbner, Grodowski, Grudowski, Grzegorzewski, Grzywa
- H

Holenczyński, Homentowski Pieczynoga, Hukowski
- I

Iliński, Irząd, Iwasieńcowicz, Iwaszeńcewicz, Iwaszeńcowicz
- J

Jarnicki, Jerlicz, Jęczyński, Jodko, Jonczyński, Jurjewicz
- K

Kałamacki, Kanigłowski, Kanigowski, Karnicki, Karnysz, Kasicki, Kęsztort, Kieysztor, Kirkiłło, Klimuntowski, Kniehenicki, Kolesiński, Komoński, Komuński, Konstantynowicz, Kontrym, Kończa, Korzeniewski, Kosman, Kosmowski, Kostrzewski, Kozakowski, Kozłowski, Koźniński, Kroiński, Kuszczycki, Kutyłowski, Kwetko, Kwileński, Kwiliński
- L

Latecki, Letecki, Lipicki, Lis, Lisański, Lisiański, Lisicki, Lisiecki, Lisowiecki, Listwan, Lisowski, Lissowski, Liszczykowie, Liśkiewicz
- Ł

Łącki
- M

Macowicz, Makarewicz, Makarowicz, Malużeński, Malużyński, Małuszeński, Małużeński, Medeksza, Metra, Michajłowicz, Michałowicz, Michałowski, Michayłowicz, Michniewicz, Miechorzewski, Miechorzowski, Mieszkowski, Mikołajczewski, Mikołajczyk, Mikołajewski, Mikołajski, Mikorski, Mikuczewski, Miroński, Mnichowski, Moneta, Mytko
- N

Nacewicz, Nacowicz, Naczowicz, Narbut, Narkiewicz, Niecikowski, Nieczycki, Niestojkowicz, Nieszycki, Nietecki, Nieznanowski, Nowkuński
- O

Ochab, Ochap, Olszewski, Ołtarzewski, Omeluta, Osendowski, Osędowski, Ossendowski
- P

Parczewski, Paśmieski, Pełka, Petraszkowicz, Petrowicz, Piaseczyński, Piasocki, Pieczenga, Pieczęga, Pieczonka, Pieczynga, Pohowicz,
Pohozy, Postrumieński, Princewicz, Proszczowicz, Przędziński
- R

Radzimiński, Radzymiński, Rappold, Reinhard, Reynhard, Roszczyc, Roszczyk, Roszczyna, Rosznicki, Rościsz, Roźnicki, Rożnicki, Rożniecki, Rudnicki, Ruszczeński, Ruszczyc, Ruszczyński, Ruszel, Ruściński, Rymwid
- S

Samsonowicz, Sangayło, Sankiewicz, Sapieha, Saułukowicz, Sikora, Sikorski, Sipowicz, Słowik, Słupski, Sokora, Spirydynow, Spirydynowicz, Spiżarny, Stanisławowicz, Starzeński, Starzyński, Stasiński, Strażyński, Strzeblewski, Strzelbowski, Sudyk, Sumigajło, Sungayło, Szkudliski, Szweger
- Ś

Śmieciński, Światopełk, Światopełkowicz, Świerczewski, Świrski
- T

Tałatowicz, Tausz, Tausza, Trzonoski, Tymiński
- U

Uchorowski, Uliński
- W

Wankowicz, Wańkowicz, Wańkowski, Wasiencowicz, Werbski, Wereszczaka, Wichorowski, Wiereszczaka, Wierzbski, Wieźliński, Wieżliński, Wilkanowski, Wojtechowicz, Wolan, Wolski, Wołosewicz (Wołosowicz), Wołotkowicz, Woronowicz, Worowski, Wroniewski, Wróblewski, Wysocki
- Z

Zabeło, Zabiełło, Zadambrowski, Zadąbrowski, Zając, Zaleski, Zapalski, Zawadzki, Zbiełło, Zbieło, Zdan
- Ż

Żarno
Lis VI
- B

Butwidowicz.

## Galerie

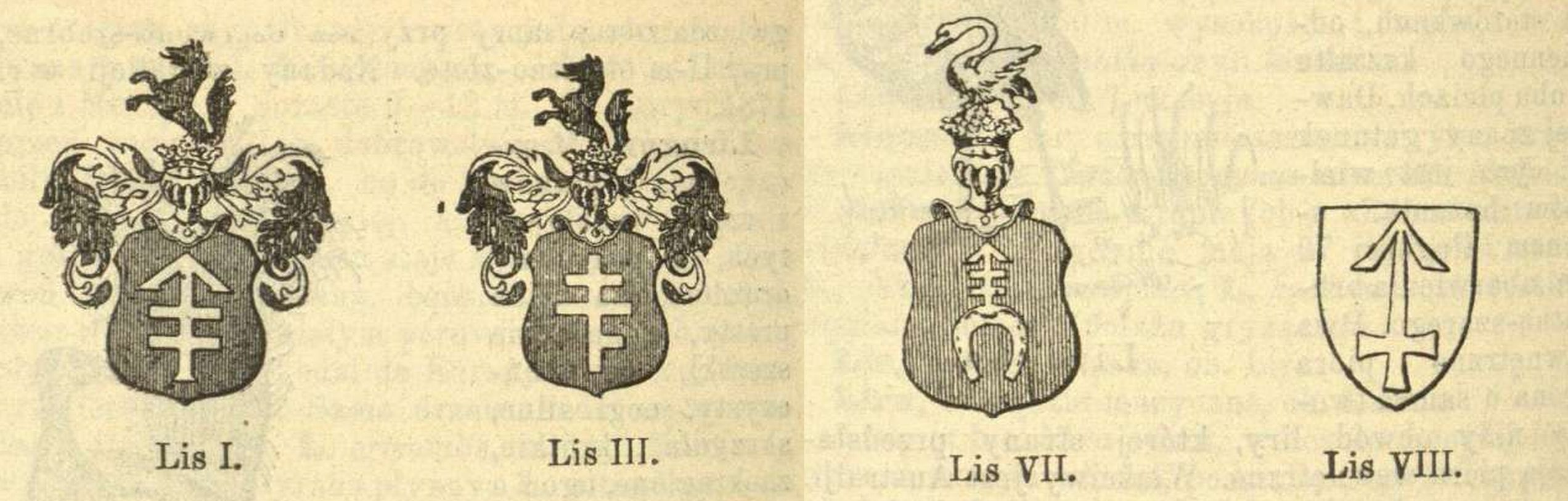
Blasons du clan Lis
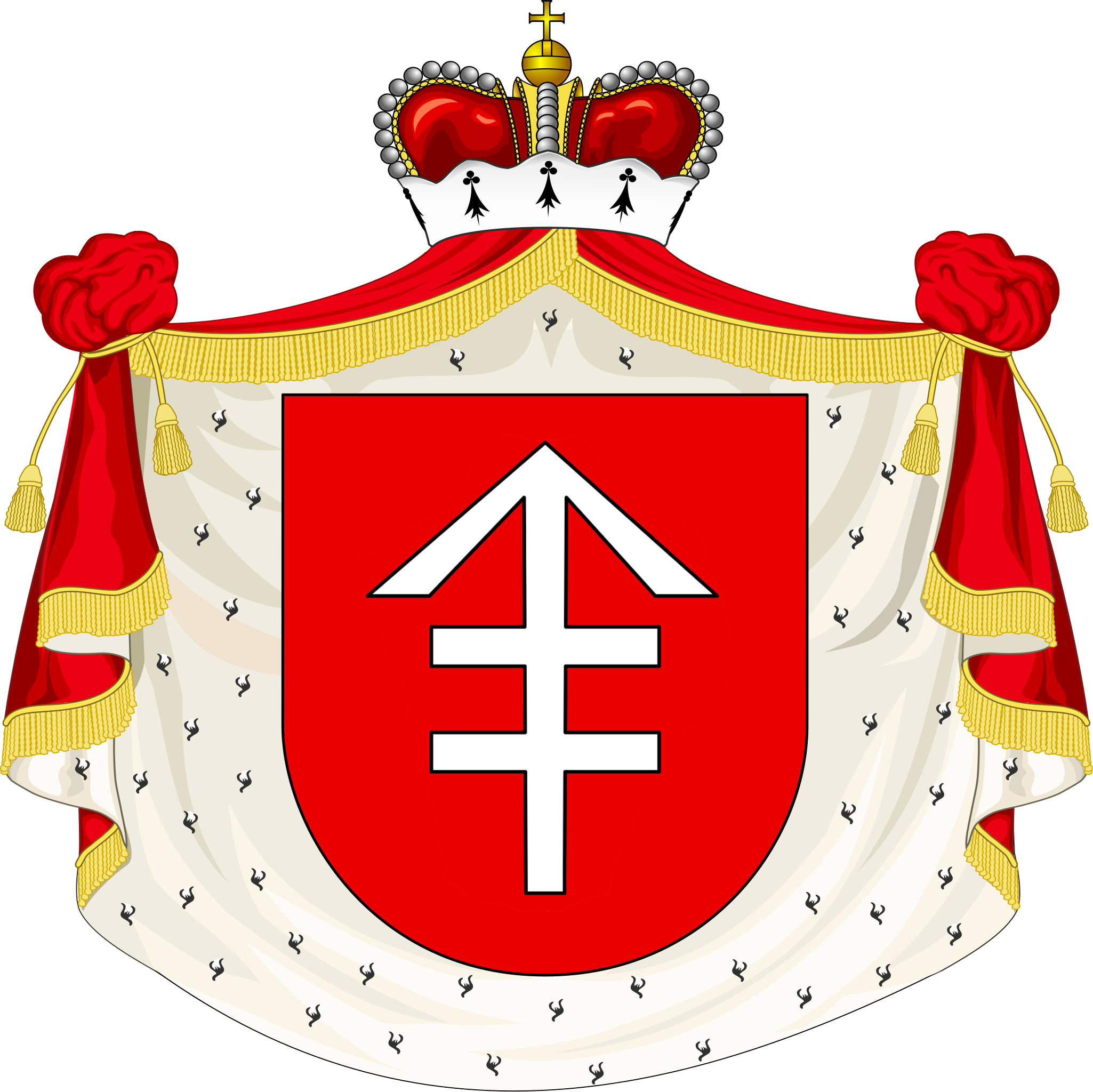
Blason des Princes Sapieha
Blason des Princes Sapieha (1858-1859)
Bianki
Ołtarzewski
Jerlicz

### Dans d'autres langues
- (en) J. Lyčkoŭski, « Blasons de la noblesse biélorusse » Blason de Lis.